# Alejandro Piscitelli
Alejandro Gustavo Piscitelli (Buenos Aires, 6 de agosto de 1949) es un filósofo argentino, especializado en los nuevos medios. 
Licenciado en Filosofía en la Universidad de Buenos Aires, Maestro en Ciencias de Sistemas en la Universidad de Louisville (Estados Unidos) y Maestro en Ciencias Sociales por la FLACSO (Argentina). Miestras vivió en París a fines de la década de 1960, se formó con mentores como Michel Foucault, Jacques Ranciere, Alain Badiou y Francisco Varela.
Se desempeña como profesor titular del Taller de Procesamiento de Datos, Telemática e Informática, en la carrera de Ciencias de la Comunicación, UBA. También enseña en FLACSO y en la Universidad de San Andrés.
Es coeditor del diario digital Interlink Headline News (ILHN). Entre 2003 y 2008 fue gerente general del portal educativo Educ.ar.

## Obra
- 1@1 Derivas en la educación digital (2010)
- El proyecto Facebook y la posuniversidad (2010)
- Nativos Digitales. Dieta cognitiva, inteligencia colectiva y arquitecturas de la participación (2009)
- Internet. Imprenta del siglo XXI (2005)
- Meta-cultura, El eclipse de los medios masivos en la era de Internet (2002)
- Ciberculturas 2.0. En la era de las máquinas inteligentes (2002)
- La generación Nasdaq. Apogeo ¿y derrumbe? de la economía digital (2001)
- Post-Televisión. Ecología de los medios en la era de Internet (1998)
- (Des)Haciendo Ciencia. Conocimiento, creencias y cultura (1997)